# Columbus (Station spatiale internationale)
Pour les articles homonymes, voir COF et Columbus.
Module de l'ISS

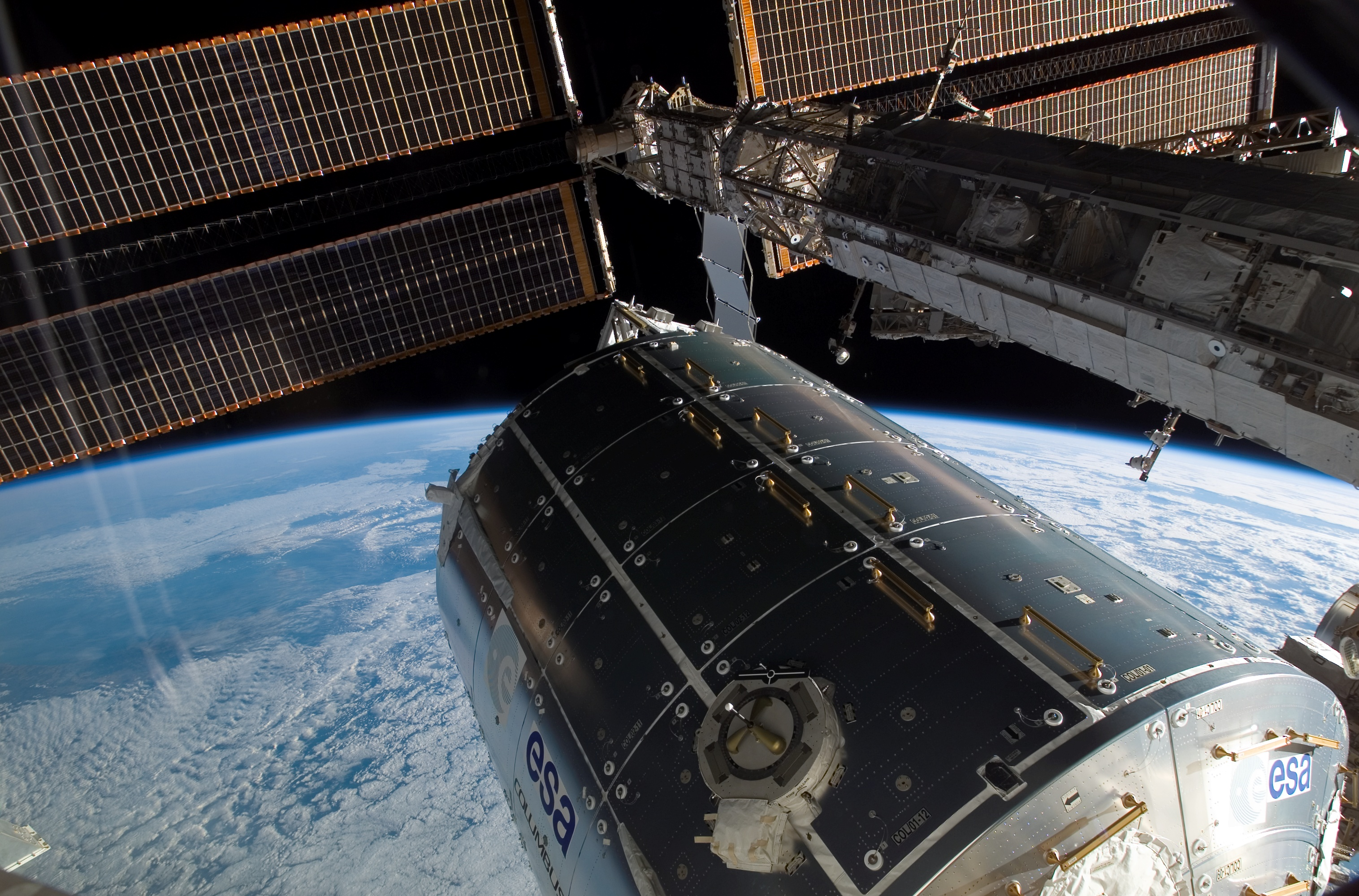
Le module cylindrique Columbus, en place sur la Station spatiale internationale.

Le laboratoire européen Columbus (ou Columbus Orbital Facility, plus simplement appelé Columbus) est un laboratoire spatial pressurisé construit en Italie et faisant partie de la Station spatiale internationale. Son lancement, initialement prévu fin 2004, est reporté principalement en raison de l'explosion de la navette spatiale Columbia en février 2003 et de l'arrêt des lancements qu'elle entraîne. Le lancement a finalement lieu le 7 février 2008 par la navette spatiale américaine Atlantis lors de la mission STS-122 et il est amarré au module Harmony de la Station depuis le 11 février 2008.

## Utilisations
Ses utilisations scientifiques sont multiples et portent sur la science des matériaux, la physique des fluides, les sciences de la vie, la physique fondamentale et de nombreuses technologies. Plusieurs centaines d'expériences par an sont réalisées au sein de Columbus. La mise en fonctionnement du laboratoire permet à l'Agence spatiale européenne (ESA) de disposer de 6 à 7 % de tous les équipements et des ressources de la Station spatiale internationale. Les chercheurs européens peuvent depuis y mener des expériences scientifiques en continu et non plus au cas par cas, selon les disponibilités des autres copropriétaires.

## Historique

### Projet de station autonomeColumbusMTFF (1982-1992)
En 1982, Aeritalia (depuis Thales Alenia Space) et MBB-ERNO (anciennement DASA, depuis EADS Astrium), maîtres d'œuvre du Spacelab (qui est décidé en 1973), soumettent un système intégré purement européen, nommé Man Tended Free Flyer (MTFF) pouvant s'amarrer à la station spatiale Freedom ou à la station Mir pour des missions de 90 jours. Ce projet est dévoilé quelque temps avant que le président des États-Unis Ronald Reagan ne propose à l'Agence spatiale européenne (ESA) de joindre le projet américain de la station spatiale Freedom qui devient, par la suite, la Station spatiale internationale (ISS). Le MTFF est également prévu pour être desservi deux fois par an, pour des durées de 12 à 15 jours. Sept de ces dessertes doivent être effectuées par la navette spatiale européenne Hermès, alors en cours de conception, son étude ayant commencé en 1977.
Le projet Columbus comprend alors :
- le laboratoire pressurisé Columbus APM (Attached Pressurized Module) attaché à Freedom ;
- le Columbus Man Tended Free Flyer (MTFF) ;
- la plate-forme européenne polaire PPF (Polar PlatForm).

À l'issue du Conseil des ministres européens de l'espace de novembre 1992 à Grenade, seuls le Columbus APM, modifié en Columbus Orbital Facility (COF), et la plate-forme polaire (donnant naissance à MetOp et ENVISAT) sont maintenus, le MTFF est abandonné en même temps que la navette Hermès qui doit le desservir.

### Laboratoire européenColumbus(1995-2008)

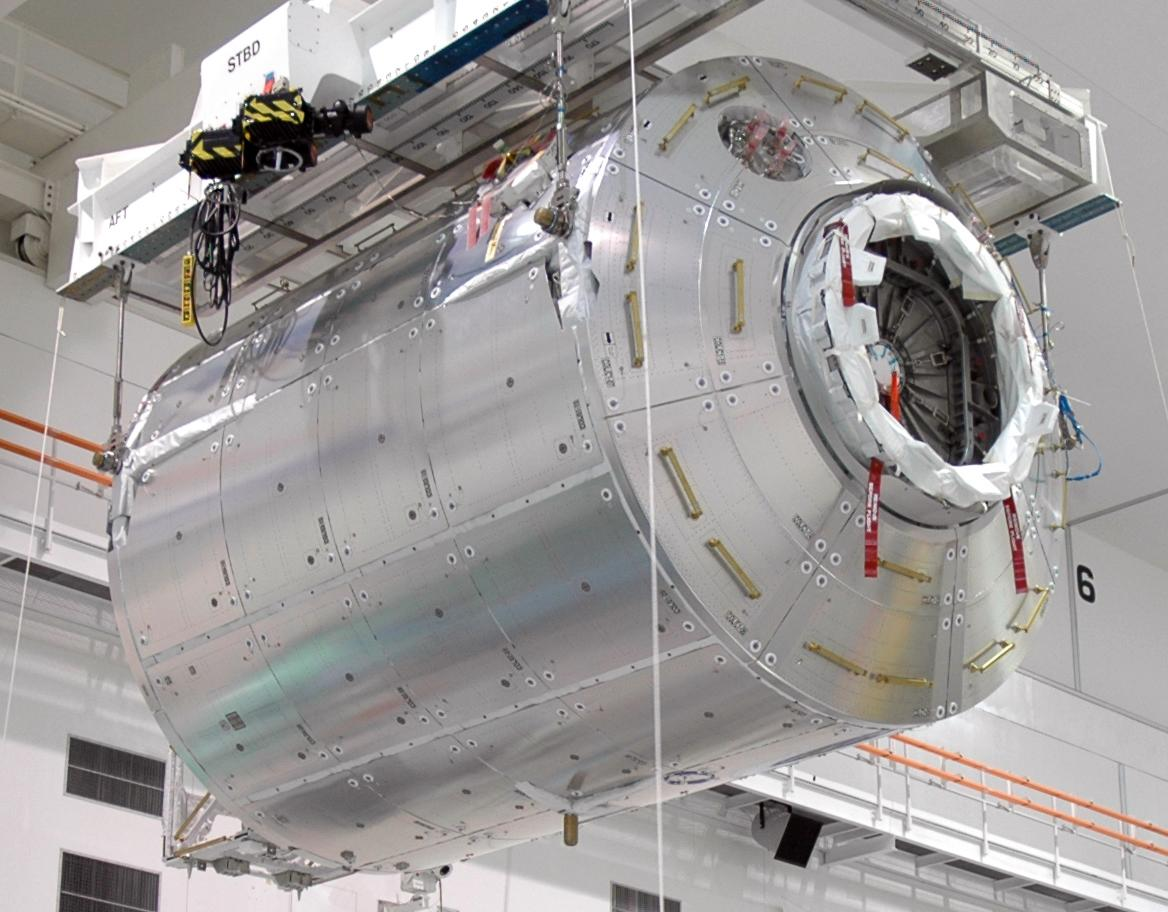
Le module Columbus.

En octobre 1995, le Conseil ministériel de l'ESA approuve la participation de l'Europe à la Station spatiale internationale, à travers notamment la fourniture du laboratoire européen Columbus. L'année suivante, un contrat de 658 millions d'euros lié à Columbus est signé avec le principal contractant allemand, DASA, qui par la suite est intégré à EADS Astrium.
De 1997 à 1998, la NASA et l'ESA travaillent ensemble pour se mettre d'accord sur les plans de conception de Columbus et son intégration à l'ISS. Le 8 octobre 1997 les deux agences signent un accord sur le lancement de Columbus qui est assuré par la NASA à bord de la navette spatiale américaine en échange de la fourniture par l'ESA de plusieurs éléments, à savoir le module Harmony et le Node 3. En 1998, le Centre allemand d'opérations spatiales est choisi pour contrôler le laboratoire européen. Une maquette grandeur nature est conçue et des essais sont réalisés en 2000 avec des astronautes pour voir si les sorties extravéhiculaires pour la manipulation des expériences externes sont possibles. En 2006, Columbus est transféré à la base de lancement en Floride.

### Lancement et intégration vers la Station spatiale internationale
Le lancement de Columbus est assuré par la navette spatiale Atlantis lors de sa mission STS-122. Originellement prévu pour le 6 décembre 2007, le lancement est une première fois repoussé au 9 décembre 2007. Finalement le lancement a lieu le 7 février 2008 et la fixation à la Station est assurée le 11 février 2008 grâce à la sortie extravéhiculaire de deux astronautes américains (Rex J. Walheim et Stanley G. Love), et grâce à la manœuvre du bras robotisé Canadarm 2 commandé par le français Léopold Eyharts.

Le module Columbus
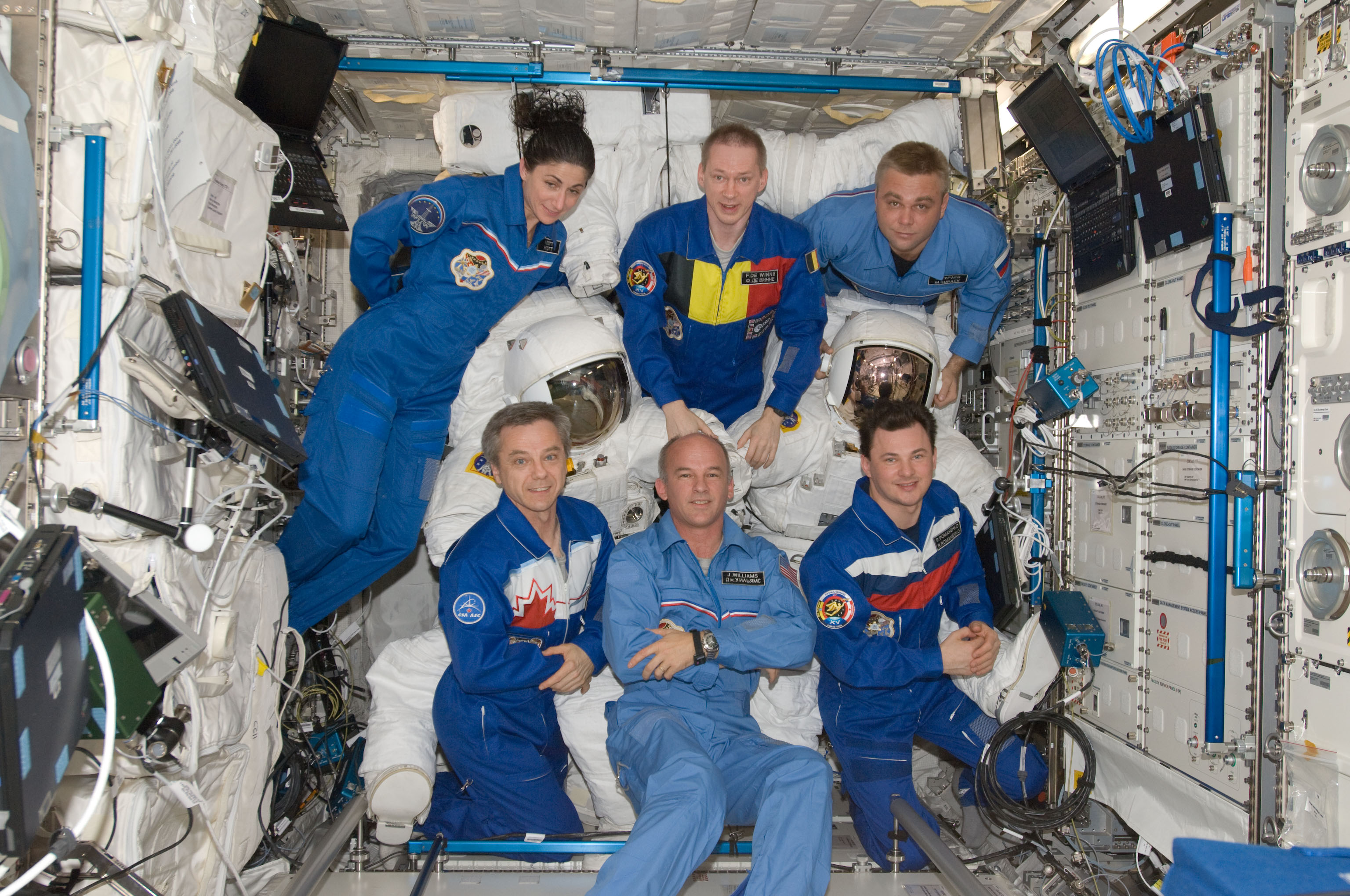
L'équipage de l'Expédition 21 dans le module Columbus.
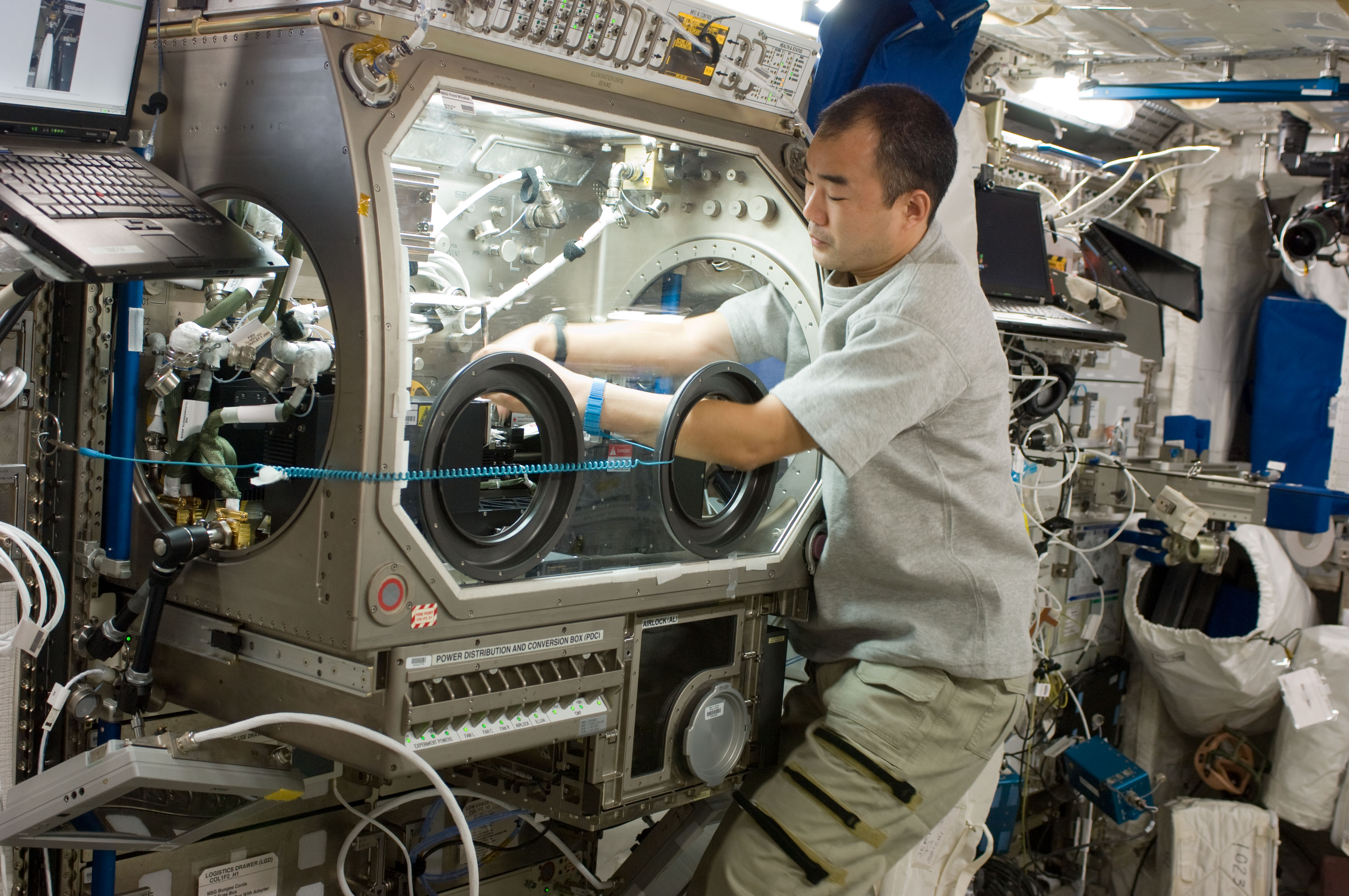
Soichi Noguchi effectue une expérience de microgravité.
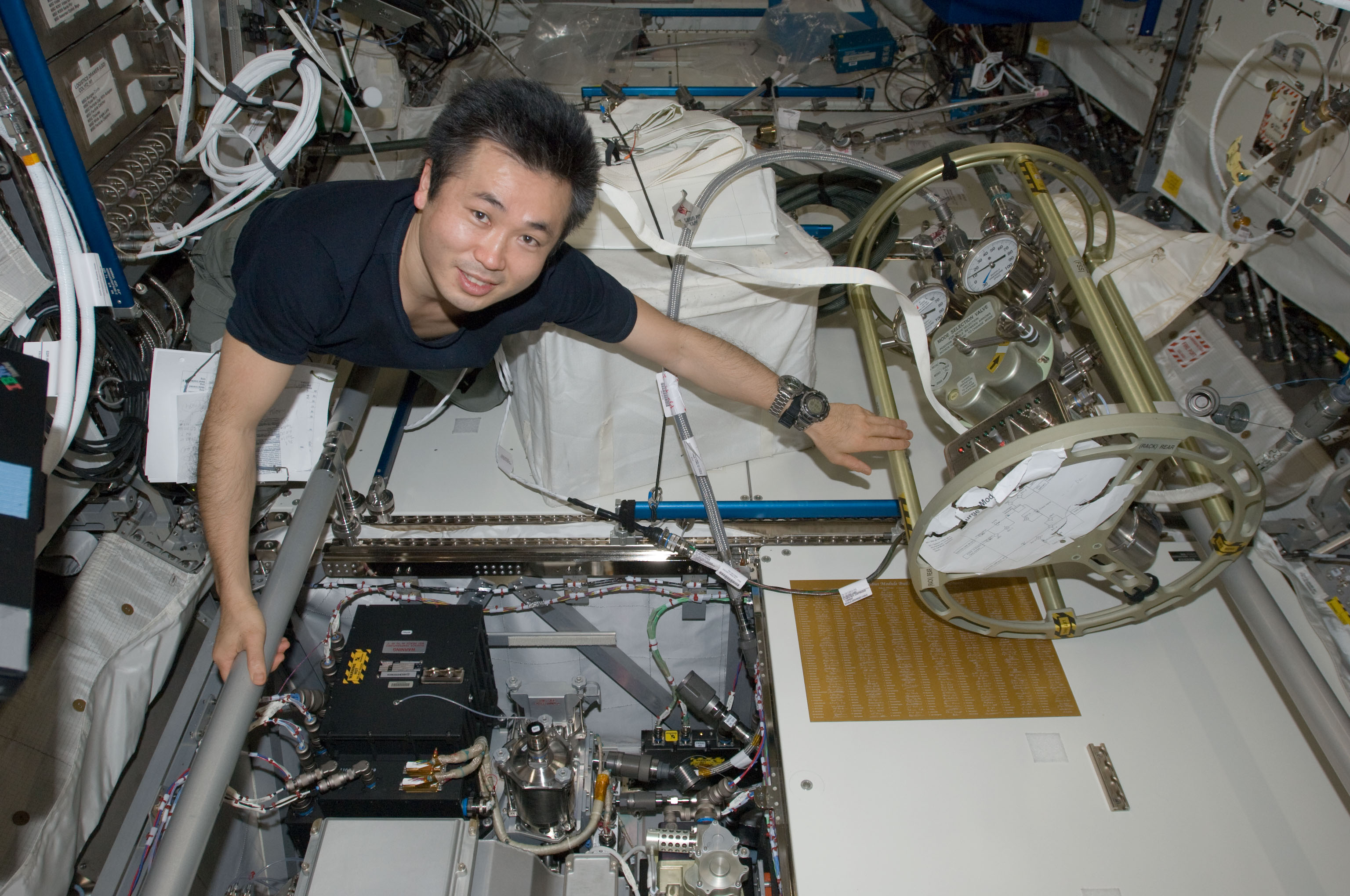
Kōichi Wakata effectue des travaux de maintenance sur un équipement du support vie installé dans le module Columbus.

## Caractéristiques techniques
D'une masse de 10,275 tonnes à vide et de 21 tonnes en charge, Columbus se présente sous la forme d'un cylindre de 6,87 mètres de long et 4,49 mètres de diamètre, pour un volume interne de 75 m3 où un maximum de trois personnes peuvent y être hébergées. Tout comme le laboratoire japonais Kibō et le laboratoire américain Destiny, il est fixé au nœud de jonction du laboratoire américain Harmony par une de ses extrémités.
Son coût, hors frais de lancement, s'élève à 880 millions d'euros répartis sur les 26 ans qu'a duré ce projet (dont 658 millions d'euros pour la phase de développement proprement dite qui a duré 11 ans). Il est assuré en majorité par l'Allemagne à hauteur de 51 %, l'Italie (23 %) et la France (18 %).
Dès son raccordement à la Station spatiale internationale, le laboratoire est contrôlé au sol par le Centre de contrôle Columbus, se trouvant dans les locaux du Centre allemand d'opérations spatiales (GSOC), à Oberpfaffenhofen. Il est alimenté en énergie électrique par les torons de puissance transitant par le nœud (« node ») auquel il est relié, qui lui fournit également les fluides nécessaires au support vie.

### Charges utiles

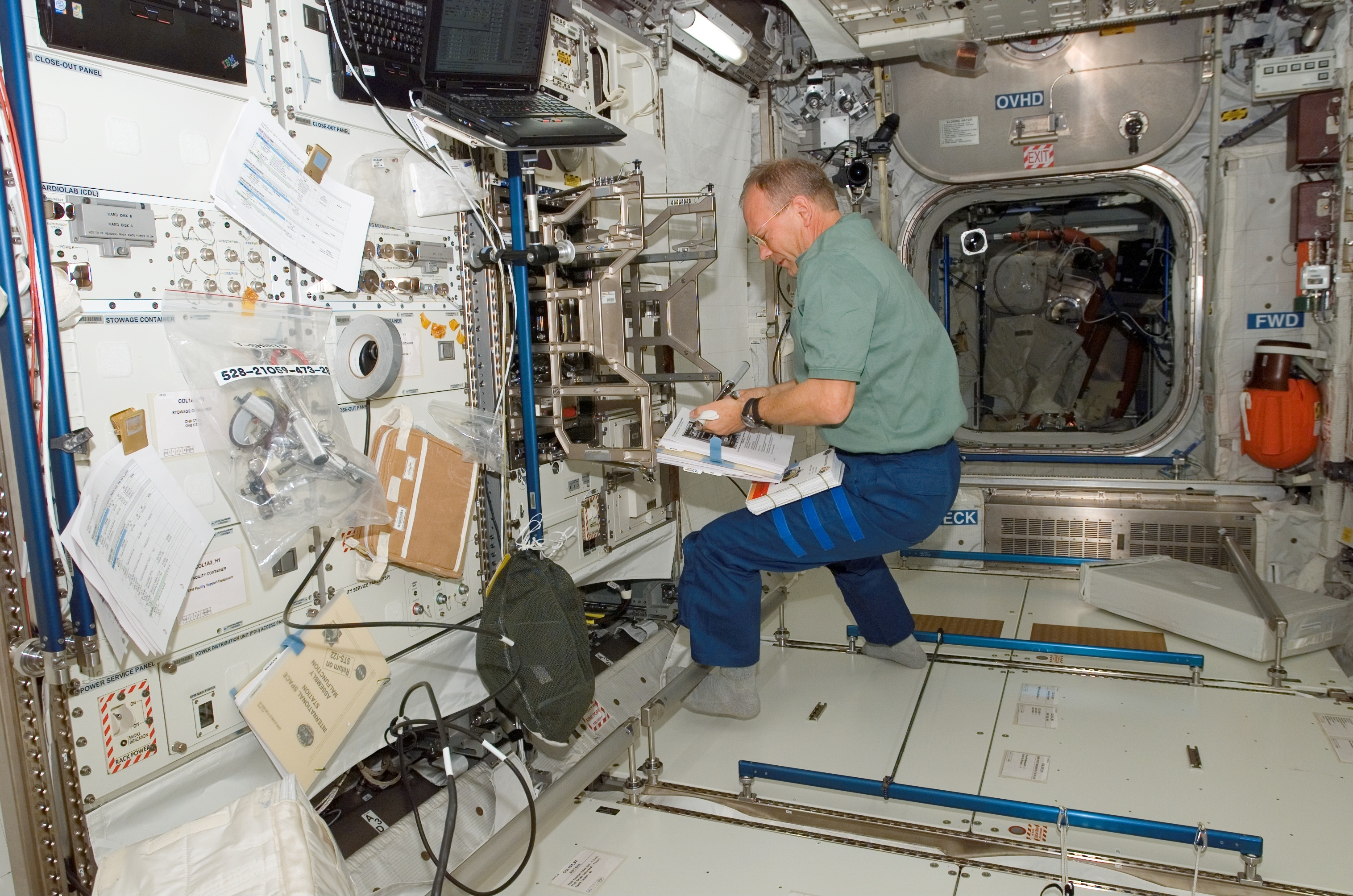
Vue intérieure : le cosmonaute allemand Hans Schlegel durant la mise en service de Columbus.

Un volume de 23 m3 est dédié aux charges utiles, le laboratoire peut contenir dix armoires de charges utiles standardisés (ISPR pour International Standard Payload Racks) de type scientifiques d'une masse maximale de 998 kg chacun. Quatre armoires se trouvent à l'avant, quatre à l'arrière et deux en haut. À cela s'ajoutent à l'extérieur du module, dans le vide spatial, quatre palettes scientifiques pour une masse maximale de 370 kg chacune. La mise en place des expériences est assurée par le bras robotisé Canadarm 2. 

#### Équipements internes
Cinq équipements internes sont en place.
- Le Biolab est une installation qui comprend des expériences sur des objets vivants : micro-organismes, cultures de cellules, plantes et petits insectes. Par exemple, l'expérience WAICO sur les plantes est la première à être mise en œuvre. Elle doit permettre, entre autres, de démontrer l'effet de la pesanteur sur la croissance des racines d'une petite plante : Arabidopsis thaliana[6].
- L'équipement européen de modules de physiologie doit permettre d'étudier les effets de l'impesanteur sur le corps humain et sur son système immunitaire.
- Le laboratoire en science des fluides permet d'étudier le comportement des métaux et des liquides légers ainsi que la fusion d'alliages et de semi-conducteurs.
- Le laboratoire modulaire pluridisciplinaire EDR (« European Drawer Rack » ou « étagère à tiroir européen ») comprend des tiroirs qui peuvent accueillir des expériences de disciplines diverses, dans des rangements standardisés.
- Le transporteur européen sert de rangement et de plan de travail.

#### Expériences externes

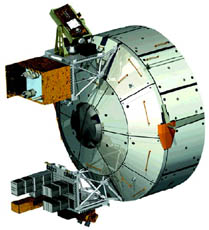
Vue d'artiste des expériences externes SOLAR et EuTEF.

Dès l'installation de Columbus, deux charges utiles externes sont installées :
- SOLAR, qui étudie l'activité solaire et son impact sur le climat grâce à trois instruments :
  - SOLSPEC, pour les rayonnements allant des ultraviolets à l'infrarouge[7],
  - SOVIM, qui étudie l'irradiance du Soleil,
  - SOL-ACES, qui mesure l'ultraviolet lointain ;
- European Technology Exposure Facility (EuTEF), qui comprend neuf dispositifs expérimentaux pour l'étude du comportement de divers matériaux dans l'environnement spatial. Parmi ceux-là, il est prévu une exposition de champignons et de lichen pendant un an et demi au rayonnement solaire pour étudier leurs capacités de survivabilité. Une autre expérience, de chimie appliquée à l'exobiologie, est aussi installée à l'extérieur de Columbus. Il s'agit de l'expérience PROCESS (autre lien). En exposant à l'environnement spatial et au rayonnement solaire différents composés organiques, son objectif est l'étude de la chimie organique des comètes, astéroïdes, ou encore de l'atmosphère de Titan (lune de Saturne) ou à la surface de Mars. Mieux comprendre la chimie de ces objets peut nous aider à comprendre comment la vie est apparue sur Terre et si elle peut aussi apparaître ailleurs.

Par la suite, d'autres équipements externes y sont arrimés, comme PHARAO en 2025, une horloge atomique de haute précision servant à tester les prédictions d'Einstein sur l'impact du champ de gravité sur l'écoulement du temps. 

## Constructeurs

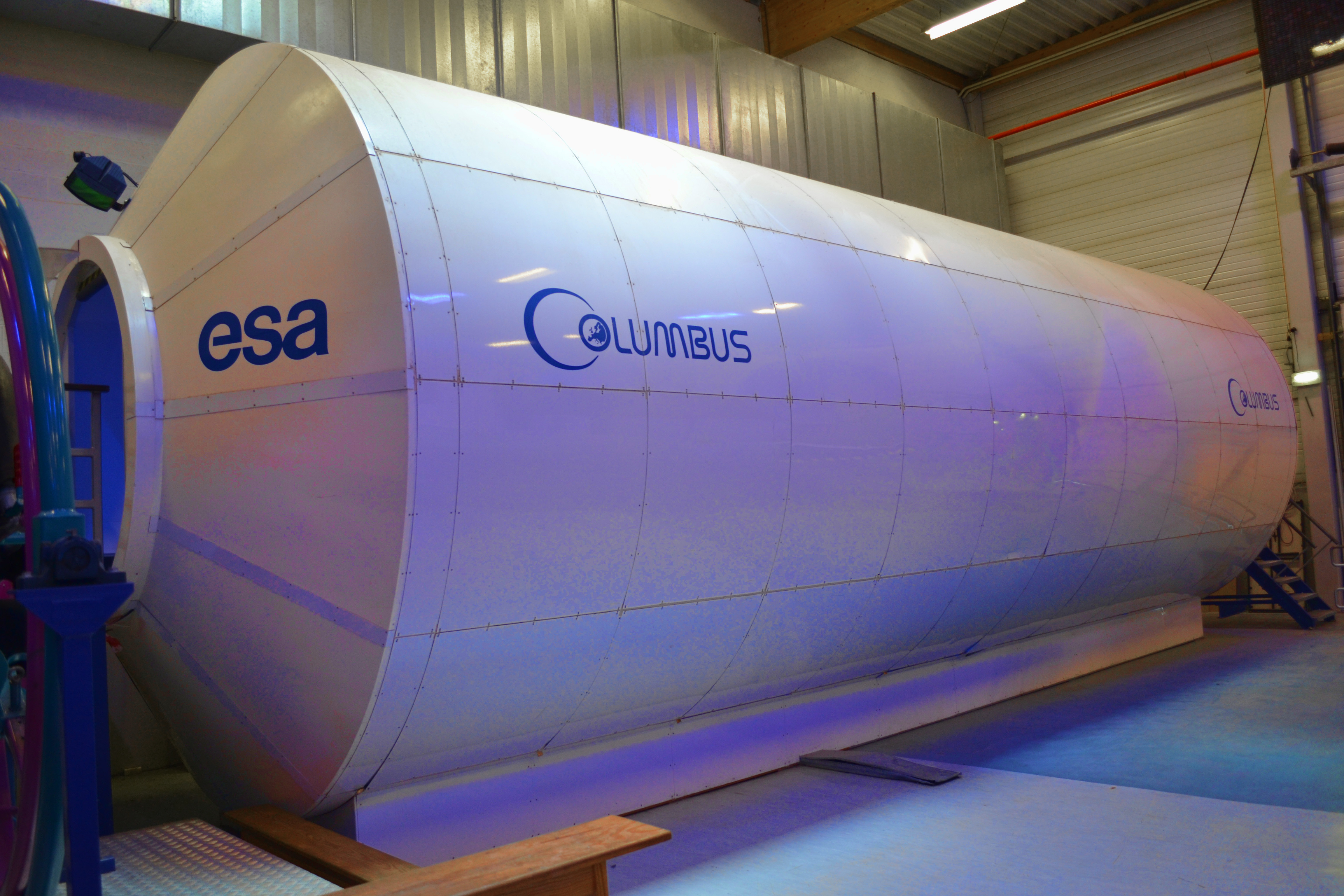
Réplique du module Columbus en taille réelle à l'Euro Space Center en Belgique.

Le maître d'œuvre est l'Agence spatiale européenne (ESA) et son constructeur est EADS Astrium Space Transportation avec comme sous-contractant principal Thales Alenia Space. Le laboratoire est assemblé sur le site de Brême, en Allemagne.
Selon Jean-Jacques Dordain, le directeur général de l'ESA, « de simples partenaires de l'ISS, les dix-sept pays membres de l'ESA accéderont au statut de copropriétaires aux côtés des Américains, des Russes, des Canadiens et par la suite des Japonais lorsque leur laboratoire Kibō sera arrimé à la station. Ce qui donnera bien entendu des droits mais aussi des devoirs. » L'ESA peut dorénavant y envoyer ses astronautes sans dépendre de l'accord des Américains ou des Russes.
Son coût se monte à 880 millions d'euros, financé à 51 % par l'Allemagne. Les participations aux charges générales de la Station spatiale internationale sont financées en grande partie « non pas en comptant mais en kilos de fret acheminés par le Véhicule automatique de transfert européen (ATV), dont le premier exemplaire, Jules-Verne, est lancé le 9 mars 2008 depuis la base de Kourou par un lanceur Ariane 5, et qui s'amarre automatiquement le 3 avril 2008. »
Finalement, l'ESA dépense 1,35 milliard d'euros pour le laboratoire Columbus répartis comme suit : 800 millions d'euros pour le développement, 250 millions d'euros pour le lancement, 250 millions d'euros pour les expériences.